# Naomi Johnson
Pour les articles homonymes, voir Johnson.
Naomi Johnson est une showgirl, Ziegfeld Girl américaine.

## Biographie
Elle apparait dans Just Because en 1922, puis dans Ziegfed Follies en 1922, 1923 (Summer Edition)  et 1925, dans la comédie musicale Rio Rita en 1927, dans l'opéra The Three Musketeers. En 1928, elle abandonne Florenz Ziegfeld pour Earl Carroll et apparait dans The Earl Carroll Vanities (en) en 1928, et dans Artists and Models en 1930.

## Iconographie
Naomi Johnson a été photographiée par Alfred Cheney Johnston qui a travaillé pour Florenz Ziegfeld pendant plus de 15 ans, prenant principalement des photographies publicitaires et promotionnelles des interprètes des Ziegfeld Follies. Les photos de nues, découvertes après la mort de Johnston, n'ont pas été publiés dans les années 1920.

## Vie privée
En 1926, elle épouse John Murinelly Cirne, délégué étranger à l'exposition du Sesquicentennial de Philadelphie, à New York.